# Бен Симонс
Бенџамин Дејвид Симонс (енгл. Benjamin David Simmons; Мелбурн, 20. јул 1996) аустралијско-амерички је кошаркаш. Игра на позицијама плејмејкера и крила, а тренутно наступа за Лос Анђелес клиперсе.

## Успеси

### Репрезентативни
- Океанијско првенство:  2013.
- Светско првенство до 17 година:  2012.

### Појединачни
- НБА ол-стар меч (3): 2019, 2020, 2021.
- Идеални тим НБА — трећа постава (1): 2019/20.
- Идеални одбрамбени тим НБА — прва постава (2): 2019/20, 2020/21.
- НБА новајлија године: 2017/18.
- Идеални тим новајлија НБА — прва постава: 2017/18.